# Тирлич весняний
Тирлич весняний (Gentiana verna) — вид рослин з родини тирличевих (Gentianaceae), поширений у Марокко, Європі, західній Азії.

## Опис

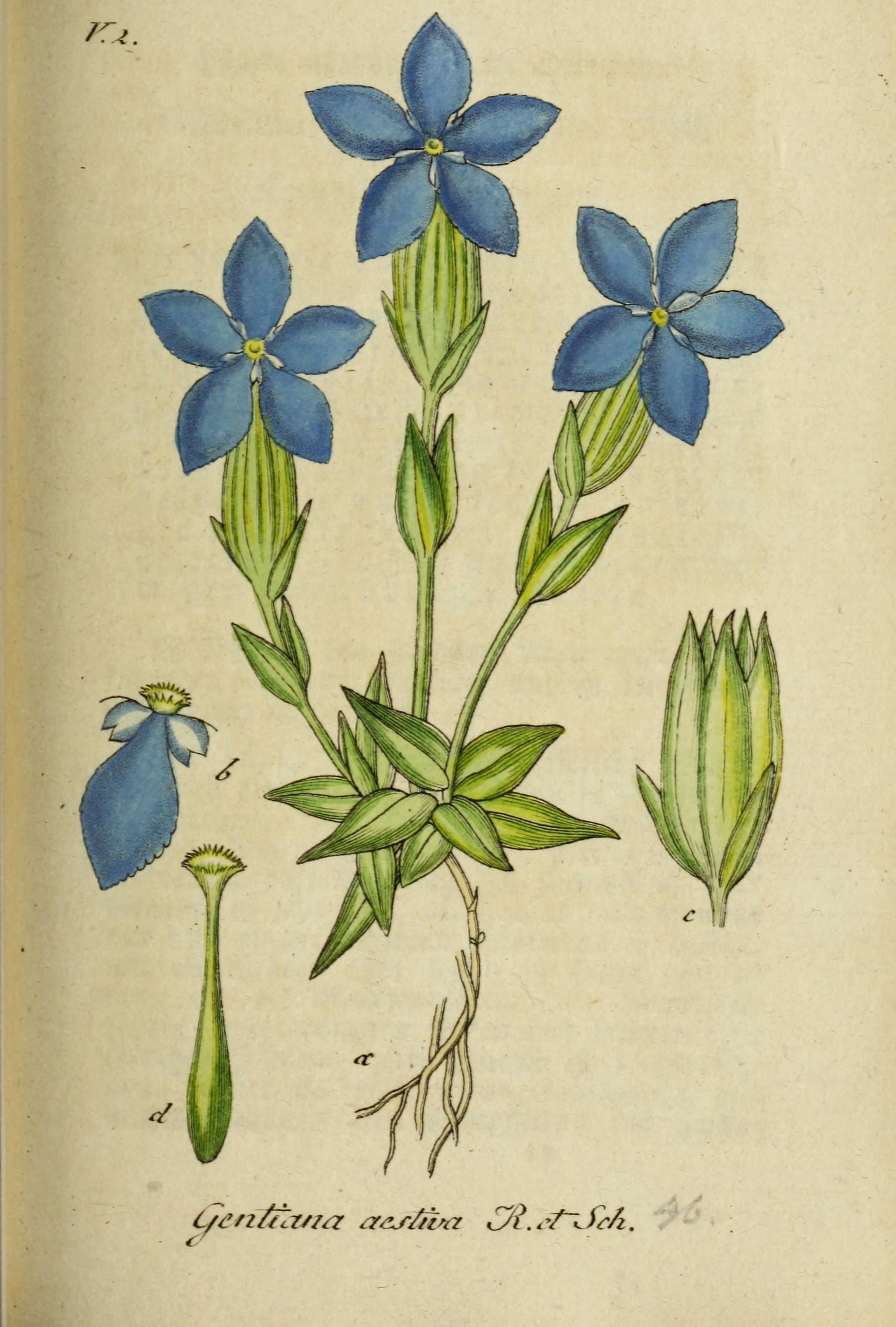
ілюстрація

Багаторічна рослина. Стебло 1–3(6) см заввишки. Листки розеток 7–25 мм довжиною, еліптичні. Віночок 30–40 мм довжиною. Чашечка 14–22 мм довжиною.

## Поширення
Поширений у Марокко, Європі, західній Азії.
В Україні вид зростає на задернованих осипах, скелях, куртинах, як виняток трапляється в гірському лісовому поясі на післялісових луках — в альпійському і субальпійському поясах Карпат (околиці смт Ясиня); декоративна рослина.